# Chliaria pumilina
Chliaria pumilina är en fjärilsart som beskrevs av Van Eecke 1918. Chliaria pumilina ingår i släktet Chliaria och familjen juvelvingar. Inga underarter finns listade i Catalogue of Life.